# Эндрюс, Мариэтта
Мариэтта Эндрюс (англ. Marietta Andrews, полное имя Marietta Fauntleroy Minnigerode Andrews; 1869—1931) — американская художница.

## Биография
Родилась 11 декабря 1869 года в Ричмонде, штат Виргиния, в многодетной семье Чарльза Миннигероде (Charles E. Minnigerode) и его жены Вирджинии Пауэлл (Virginia Cuthbert Powell Minnigerode), имеющих немецкие корни. Была внучкой Чарльза Фредерика Миннигероде, который бежал из Германии в США в 1830-х годах. Её сестра — Люси Миннигероде, была основательницей и возглавляла Корпус медсестёр Службы общественного здравоохранения США.
Училась в Школе искусств Коркоран в Вашингтоне у Элифалета Эндрюса, за которого вышла замуж в 1895 году. Также Мариэтта обучалась в Нью-Йорке у Уильяма Чейза, у Луиджи Чиаливы в Париже и у Эрнста Либерманна в Мюнхене. Начиная с 1890 года она работала помощником инструктора в школе Коркоран. В 1892 году посетила Италию, в 1896 году стала членом-учредителем Вашингтонского клуба акварелистов (Washington Water Color Club, ныне Washington Water Color Association).
Также Мариэтта Эндрюс занималась созданием витражей церкви Святого Павла (St. Paul’s Church) в Стьюбенвилле, штат Огайо; автор ряда силуэтов. Она также опубликовала несколько книг, которые сама проиллюстрировала, в том числе My Studio Window (1928), Scraps of Paper (1929) и George Washington’s Country (1930).
Её работы находятся в Университете Вирджинии, Университете Джорджа Вашингтона и Американском обществе психических исследований.
Умерла 7 августа 1931 года в городе Фолс-Черч, штат Вирджиния. Была похоронена на кладбище Sharon Cemetery города Мидлберг, штат Вирджиния.